# Nawojka
Nawojka (pronunciat: [naˈvɔi̯ka]; segle XIV – segle XV) va ser una dona polonesa medieval que se sap que es va vestir de nen per estudiar a la Universitat de Cracòvia al segle XV. Més tard es va convertir en monja. Es considera la primera professora a Polònia.

## Context
La seva història la va explicar per primera vegada l'abat Martí de Leibitz (m. 1464) a Viena cap al 1429. Hi ha diverses versions diferents de la llegenda.
Segons una versió, era filla d'un professor d'una escola de l'església de Gniezno, educada pel seu pare, que va decidir continuar els seus estudis utilitzant tots els mitjans necessaris. Segons una altra versió, era una noia que va heretar una fortuna quan va quedar òrfena. En una altra variant encara de la història ("[aquesta] afirmació està tan ben documentada com qualsevol altra") ella venia de Dobrzyń nad Wisłą. En tot cas, vestida de nen, es va matricular a la Universitat de Cracòvia a nom d'Andrzej (o Jakub; s'informa de dues versions del nom que va utilitzar). En aquella època estava prohibit que les dones assistissin a les universitats.

## Descobriment
Nawojka va passar com un home sense generar sospites i va estudiar durant dos anys, fent-se un nom com una gran erudita i una estudiant seriosa. Segons una incorporació possiblement posterior a la història, se li va oferir treballar com a ajudant domèstica a un dels professors, però ho va rebutjar: en aquell moment s'esperava que els criats acompanyessin els seus amos al bany públic.
Un dia es va mostrar com a dona. Les versions tornen a ser diferents aquí: segons un, dos soldats van apostar que l'estudiant que passava era en realitat una dona i la van exposar; segons el segon, va ser trobada per un fill de wójt de Gniezno que es va incorporar a l'escola; segons la tercera, va caure malalta i un metge que la va examinar va descobrir la veritat.
Quan va ser portada davant les autoritats per explicar per què havia disfressat el seu gènere, ella simplement va respondre: "Perquè volia aprendre". Quan van interrogar els seus companys i professors, no van trobar ningú que l'acusés de conducta immoral. El seu palmarès com a estudiant era excel·lent. No va ser condemnada per cap delicte, però els jutges no la van voler absoldre del tot. Segons Martí de Leibitz, va demanar que la portessin a un convent. Hi va fer els seus vots, va esdevenir mestra i cap de l'escola del convent, i finalment l'abadessa.
Aquesta història pot ser veritat o no. Alguns historiadors diuen que si és cert, el seu temps a la universitat va ser aproximadament entre els anys 1407-1409.

## Llegat
La Universitat Jagel·loniana no va permetre que les dones estudiessin fins al 1897, i que ocupessin càrrecs acadèmics fins al 1906. El primer dormitori de dones de la universitat, inaugurat el 1936, va rebre el nom de Nawojka. Un dels carrers de Cracòvia també porta el seu nom.